# Meleoma macleodi
Meleoma macleodi is een insect uit de familie van de gaasvliegen (Chrysopidae), die tot de orde netvleugeligen (Neuroptera) behoort. 
Meleoma macleodi is voor het eerst wetenschappelijk beschreven door Tauber in 1969.